# Norwegischer Fußballpokal der Männer 1971
Der norwegische Fußballpokal 1971 (kurz auch NM-Cup 1971 genannt) war die 66. Austragung des Fußballpokalwettbewerbs der Männer. Pokalsieger wurde Rosenborg Trondheim. Das Team setzte sich im Finale gegen Fredrikstad FK mit 4:1 durch. Rosenborg sicherte sich eine Woche zuvor schon den Meistertitel und startete deshalb im Europapokal der Landesmeister. Der Startplatz für den Europapokal der Pokalsieger 1972/73 ging dadurch an den unterlegenen Pokalfinalisten.

## 1. Runde
| Datum      |                      | Ergebnis  |                     |
| ---------- | -------------------- | --------- | ------------------- |
| 03.06.1971 | Hasselvika IL        | 1:8       | Rosenborg Trondheim |
|            | Ny-Krohnborg IL      | 0:1       | Brann Bergen        |
|            | Viking Stavanger     | 5:0       | Ålgård FK           |
| 04.06.1971 | SFK Lyn Oslo         | 4:2       | Askim FK            |
| 05.06.1971 | Odds BK              | 0:0 n. V. | FK Donn             |
| 06.06.1971 | Arna TIL             | 0:1       | IL Bjarg            |
|            | SK Baune             | 4:8 n. V. | IL Varegg           |
|            | SFK Bodø-Glimt       | 3:2       | IL Stein            |
|            | Brekken IL           | 0:1       | FK Kvik Trondheim   |
|            | Brumunddal IL        | 1:1 n. V. | Raufoss IL          |
|            | Clausenengen FK      | 4:0       | Åndalsnes IF        |
|            | Drammens BK          | 1:3       | Frigg Oslo FK       |
|            | Egersunds IK         | 3:2       | Flekkefjord FK      |
|            | Eidsvold Turn        | 2:0       | Strømmen IF         |
|            | Florvåg IF           | 5:2       | Kopervik IL         |
|            | Fram Larvik          | 3:0       | Langesund IF        |
|            | Fredrikstad FK       | 3:1       | Gresvik IF          |
|            | Geithus IL           | 0:2       | SBK Skiold          |
|            | Gossen IL            | 5:1       | Harøy IL            |
|            | IK Grane Arendal     | 2:2 n. V. | IF Pors             |
|            | Greåker IF           | 0:1       | Sarpsborg FK        |
|            | Grue IL              | 2:1 n. V. | Nordre Trysil IL    |
|            | SK Haugar            | 4:1       | Buøy IL             |
|            | Holmestrand IF       | 2:3 n. V. | Eik IF              |
|            | IL Hødd              | 5:2 n. V. | Bergsøy IL          |
|            | IL Jotun             | 0:2       | Vardal IF           |
|            | Klepp IL             | 1:2 n. V. | Bryne FK            |
|            | Kongsvinger IL       | 2:2 n. V. | Vålerenga Oslo      |
|            | Kvik Halden FK       | 0:1       | Østsiden IL         |
|            | Lillehammer FK       | 0:1       | Ham-Kam             |
|            | Lillestrøm SK        | 6:1       | Grorud IL           |
|            | Lisleby FK           | 2:1       | Tistedalen TIF      |
|            | FK Mjølner           | 4:0       | Harstad IL          |
|            | Mjøndalen IF         | 3:0       | Jevnaker IF         |
|            | Mo IL                | 3:0       | Mosjøen IL          |
|            | Molde FK             | 2:0       | SK Herd             |
|            | Måløy IL             | 3:6       | Langevåg IL         |
|            | Neset FK             | 1:0       | SK Tryggkameratene  |
|            | SK Nessegutten       | 1:0       | IL Sverre           |
|            | Nidelv IL            | 0:2       | Røros IL            |
|            | Nordre Høland IL     | 0:5       | Aurskog IL          |
|            | Orkanger IF          | 2:3       | SK Falken           |
|            | Os TF                | 4:1       | Odda IL             |
|            | IL Polarstjernen     | 2:1       | IL Norild           |
|            | IF Ready             | 2:0       | Moss FK             |
|            | Ringsaker IF         | 1:9       | FK Gjøvik Lyn       |
|            | IL Runar Sandefjord  | 0:1       | Larvik Turn         |
|            | IF Skarp             | 2:1       | Lyngen IL           |
|            | Skeid Oslo           | 3:1       | Sagene IF           |
|            | SK Snøgg             | 1:0       | SBK Drafn           |
|            | Sogndal IL           | 2:0       | Dale IL Fjaler      |
|            | SK Stag              | 2:1       | Borre IF            |
|            | Steinkjer FK         | 2:0 n. V. | Strinda IL          |
|            | IL Stjørdals-Blink   | 1:2       | Verdal IL           |
|            | Stord IL             | 0:2       | SK Vard Haugesund   |
|            | Strømsgodset IF      | 2:0       | Kjelsås IL          |
|            | SK Ulf               | 0:1       | FK Vidar            |
|            | Urædd FK             | 0:3       | Sandefjord BK       |
|            | Velledalen/Ringen FL | 0:1       | Skarbøvik IF        |
|            | FK Vigør             | 1:2       | Start Kristiansand  |
|            | Vikersund IF         | 0:1 n. V. | Stabæk IF           |
|            | FK Ørn               | 5:2       | Teie IF             |
|            | Øvrevoll BK          | 1:2 n. V. | Ullensaker/Kisa IL  |
|            | Aalesunds FK         | 1:1 n. V. | Ørsta IL            |

### Wiederholungsspiele
| Datum      |                | Ergebnis |                  |
| ---------- | -------------- | -------- | ---------------- |
| 16.06.1971 | FK Donn        | 1:0      | Odds BK          |
|            | IF Pors        | 3:0      | IK Grane Arendal |
|            | Raufoss IL     | 4:1      | Brumunddal IL    |
|            | Vålerenga Oslo | 3:1      | Kongsvinger IL   |
|            | Ørsta IL       | 0:3      | Aalesunds FK     |

## 2. Runde
| Datum      |                     | Ergebnis  |                   |
| ---------- | ------------------- | --------- | ----------------- |
| 20.06.1971 | Aurskog IL          | 0:1       | Lillestrøm SK     |
|            | SFK Bodø-Glimt      | 6:1       | IF Skarp          |
|            | Bryne FK            | 6:1       | IL Bjarg          |
|            | FK Donn             | 3:2       | Fram Larvik       |
|            | Egersunds IK        | 0:9       | Viking Stavanger  |
|            | SK Falken           | 4:1       | Clausenengen FK   |
|            | FK Gjøvik Lyn       | 0:3       | Fredrikstad FK    |
|            | Larvik Turn         | 1:0       | Skeid Oslo        |
|            | FK Mjølner          | 4:0       | IL Polarstjernen  |
|            | Mo IL               | 1:2       | Neset FK          |
|            | Molde FK            | 1:0       | Gossen IL         |
|            | IF Pors             | 4:2 n. V. | SK Stag           |
|            | Raufoss IL          | 3:0       | IF Ready          |
|            | Røros IL            | 3:1 n. V. | Steinkjer FK      |
|            | Sandefjord BK       | 1:5       | Mjøndalen IF      |
|            | Skarbøvik IF        | 0:2       | Aalesunds FK      |
|            | SBK Skiold          | 2:1       | Lisleby FK        |
|            | Stabæk IF           | 0:0 n. V. | Vålerenga Oslo    |
|            | Start Kristiansand  | 1:4       | FK Vidar          |
|            | Ullensaker/Kisa IL  | 0:1       | Eidsvold Turn     |
|            | SK Vard Haugesund   | 5:1       | Florvåg IF        |
|            | IL Varegg           | 3:1       | SK Haugar         |
|            | Verdal IL           | 0:0 n. V. | SK Nessegutten    |
|            | Østsiden IL         | 1:0       | FK Ørn            |
| 24.06.1971 | Brann Bergen        | 5:0       | Os TF             |
|            | Frigg Oslo FK       | 2:3       | SK Snøgg          |
|            | Ham-Kam             | 5:0       | Sogndal IL        |
|            | Langevåg IL         | 3:3 n. V. | IL Hødd           |
|            | Sarpsborg FK        | 3:1       | Grue IL           |
|            | Vardal IF           | 2:8       | Strømsgodset IF   |
|            | Eik IF              | 0:3       | SFK Lyn Oslo      |
| 25.06.1971 | Rosenborg Trondheim | 5:1       | FK Kvik Trondheim |

### Wiederholungsspiele
| Datum      |                | Ergebnis |             |
| ---------- | -------------- | -------- | ----------- |
| 24.06.1971 | SK Nessegutten | 2:0      | Verdal IL   |
|            | Vålerenga Oslo | 2:0      | Stabæk IF   |
| 27.06.1971 | IL Hødd        | 4:2      | Langevåg IL |

## 3. Runde
| Datum      |                     | Ergebnis  |                   |
| ---------- | ------------------- | --------- | ----------------- |
| 22.07.1971 | Rosenborg Trondheim | 1:0       | SK Falken         |
| 25.07.1971 | Fredrikstad FK      | 4:0       | Røros IL          |
|            | Vålerenga Oslo      | 3:0       | Brann Bergen      |
|            | Lillestrøm SK       | 1:4       | Ham-Kam           |
|            | Mjøndalen IF        | 2:0       | SBK Skiold        |
|            | Strømsgodset IF     | 5:0       | FK Donn           |
|            | SK Snøgg            | 1:5       | Sarpsborg FK      |
|            | IL Hødd             | 2:3       | IL Varegg         |
| 28.08.1971 | SFK Lyn Oslo        | 4:0       | Bryne FK          |
|            | Viking Stavanger    | 3:1       | Larvik Turn       |
| 01.08.1971 | Eidsvold Turn       | 2:4       | IF Pors           |
|            | Raufoss IL          | 0:1       | Østsiden IL       |
|            | FK Vidar            | 1:2       | SK Vard Haugesund |
| 28.08.1971 | Aalesunds FK        | 1:0       | SFK Bodø-Glimt    |
|            | Neset FK            | 2:2 n. V. | Molde FK          |
|            | SK Nessegutten      | 0:5       | FK Mjølner        |

### Wiederholungsspiel
| Datum      |          | Ergebnis |          |
| ---------- | -------- | -------- | -------- |
| 05.08.1971 | Molde FK | 1:0      | Neset FK |

## 4. Runde
| Datum      |                   | Ergebnis |                     |
| ---------- | ----------------- | -------- | ------------------- |
| 15.08.1971 | Sarpsborg FK      | 3:0      | Vålerenga Oslo      |
|            | Østsiden IL       | 0:2      | Strømsgodset IF     |
|            | Ham-Kam           | 3:0      | Mjøndalen IF        |
|            | IF Pors           | 0:2      | Fredrikstad FK      |
|            | SK Vard Haugesund | 0:2      | Viking Stavanger    |
|            | IL Varegg         | 3:0      | SFK Lyn Oslo        |
|            | FK Mjølner        | 3:0      | Aalesunds FK        |
|            | Molde FK          | 0:2      | Rosenborg Trondheim |

## Viertelfinale
| Datum      |                     | Ergebnis  |                  |
| ---------- | ------------------- | --------- | ---------------- |
| 29.08.1971 | Fredrikstad FK      | 4:3       | Viking Stavanger |
|            | Strømsgodset IF     | 1:2       | Ham-Kam          |
|            | Rosenborg Trondheim | 0:0 n. V. | IL Varegg        |
|            | FK Mjølner          | 0:1       | Sarpsborg FK     |

### Wiederholungsspiel
| Datum      |           | Ergebnis |                     |
| ---------- | --------- | -------- | ------------------- |
| 02.09.1971 | IL Varegg | 0:1      | Rosenborg Trondheim |

## Halbfinale
| Datum      |              | Ergebnis |                     |
| ---------- | ------------ | -------- | ------------------- |
| 03.10.1971 | Ham-Kam      | 0:5      | Rosenborg Trondheim |
|            | Sarpsborg FK | 0:2      | Fredrikstad FK      |

## Finale
| Rosenborg Trondheim                         | Rosenborg Trondheim | Fredrikstad FK | Fredrikstad FK |
| ------------------------------------------- | --- | --- | -------------- |
| Rosenborg Trondheim                         | \| Finale \| \| 24. Oktober 1971 in Oslo (Ullevaal-Stadion) \| \| Ergebnis: 4:1 (1:0) \| \| Zuschauer: 25.180 \| \| Schiedsrichter: Rolf Nyhus \| \| Spielbericht \|                         | \| Finale \| \| 24. Oktober 1971 in Oslo (Ullevaal-Stadion) \| \| Ergebnis: 4:1 (1:0) \| \| Zuschauer: 25.180 \| \| Schiedsrichter: Rolf Nyhus \| \| Spielbericht \|                            | Fredrikstad FK |
| Rosenborg Trondheim                         | Geir Karlsen – Erling Meirik, Kåre Rønnes, Bjørn Rime – Knut Jenssen, Jan Christiansen, Erling Næss, Tore Lindseth – Terje Mørkved, Bjørn Wirkola, Arne Hanssen Cheftrainer: Nils Arne Eggen | Per Haftorsen – Tom Zakariassen, Bjørn Drillestad, Robert Nilsson, Yngve Nilsson – Erik Karlsen, Kai Nilsen – Terje Høili, Jan Fuglset, Åge Johansen, Børge Sandhaug Cheftrainer: Arne Pedersen | Fredrikstad FK |
| Rosenborg Trondheim                         | 1:0 Jan Christiansen (14.) 2:0 Arne Hanssen (57.) 3:0 Bjørn Wirkola (61.) 4:1 Terje Mørkved (85.)                                                                                            | 3:1 Åge Johansen (80., Elfmeter) | Fredrikstad FK |
| Finale                                      | | |                |
| 24. Oktober 1971 in Oslo (Ullevaal-Stadion) | | |                |
| Ergebnis: 4:1 (1:0)                         | | |                |
| Zuschauer: 25.180                           | | |                |
| Schiedsrichter: Rolf Nyhus                  | | |                |
| Spielbericht                                | | |                |